# جيني ماو
جيني ماو (بالإنجليزية: Jenny Mowe)‏ مواليد 25 فبراير 1978 في ميسيون فيجو، هي لاعبة كرة سلة أمريكية سابقة أصبحت مدربة. بدأت مسيرتها الاحترافية في سنة 2001. اعتزلت اللعب في 2003. لعبت مع لوس أنجلوس سباركس في الاتحاد الوطني لكرة السلة النسائية.

## روابط خارجية
- جيني ماو على موقع الاتحاد الوطني لكرة السلة النسائية (الإنجليزية)
- جيني ماو على موقع كلية كرة السلة في سبورتس رفرنس.كوم (الإنجليزية)
- جيني ماو على موقع بروبوليرز (الإنجليزية)
- جيني ماو على موقع سبورتس رفرنس (الإنجليزية)